# Klosterlechfeld
Klosterlechfeld es un municipio alemán, ubicado en el distrito de Augsburgo en la región administrativa de Suabia, en el Estado federado de Baviera. Se encuentra a unos 25 km al sur de Augsburgo y a 17 km al norte de Landsberg am Lech.